# Inyeug
Inyeug es una isla deshabitada de la provincia de Tafea (Vanuatu), en el Océano Pacífico. También es llamada "Isla de los Misterios" debido a los buques crucero que visitan regularmente la isla.
La isla tiene una superficie de aproximadamente 15,9 hectáreas y se encuentra a solo 1 km al sur de la isla de Anatom. Inyeug está flanqueada al oeste y al sur por el arrecife de coral Intao, que se extiende más al sur y, aunque sumergido, es el punto más al sur de Vanuatu.
La isla tiene el aeropuerto de la vecina isla Anatom habitada. El aeropuerto es básicamente una pista de aterrizaje de césped, que recibe vuelos de avionetas dos veces por semana desde Port Vila a través de la isla de Tanna.